# Jean Nicolas Ponsart
Jean Nicolas François Ponsart (* 23. April 1788 in Malmedy, Reichsabtei Stablo-Malmedy; † 4. März 1870 ebenda) war ein wallonischer Zeichner und Lithograf. Seine in Büchern und Mappen veröffentlichten romantischen Ansichten zeigen Veduten der preußischen Rheinprovinz, insbesondere das Ahrtal des 19. Jahrhunderts, das er als einer der ersten Künstler der Düsseldorfer Schule porträtierte.

## Leben und Wirken

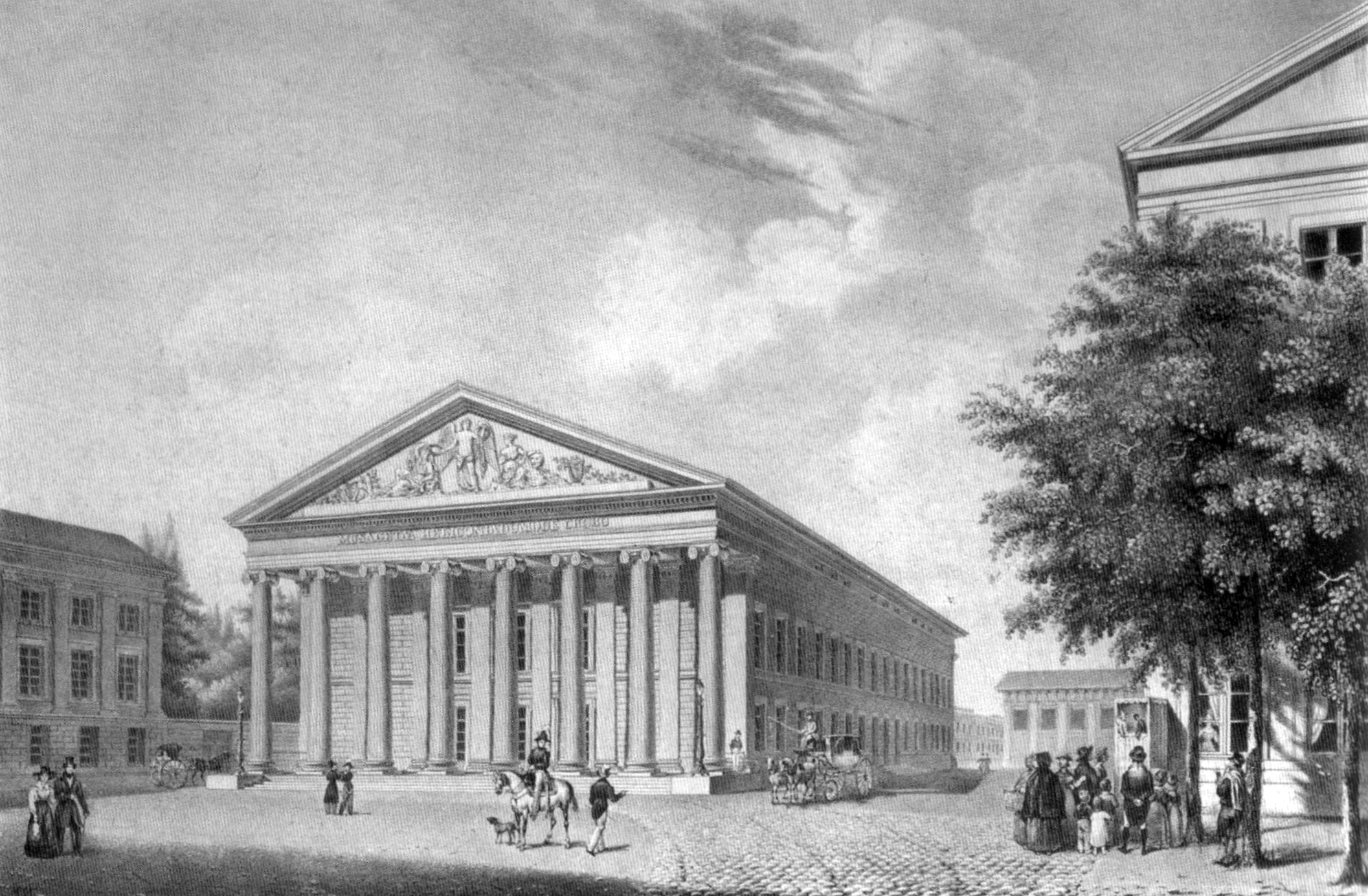
Ansicht des Stadttheaters in Aachen, 1826

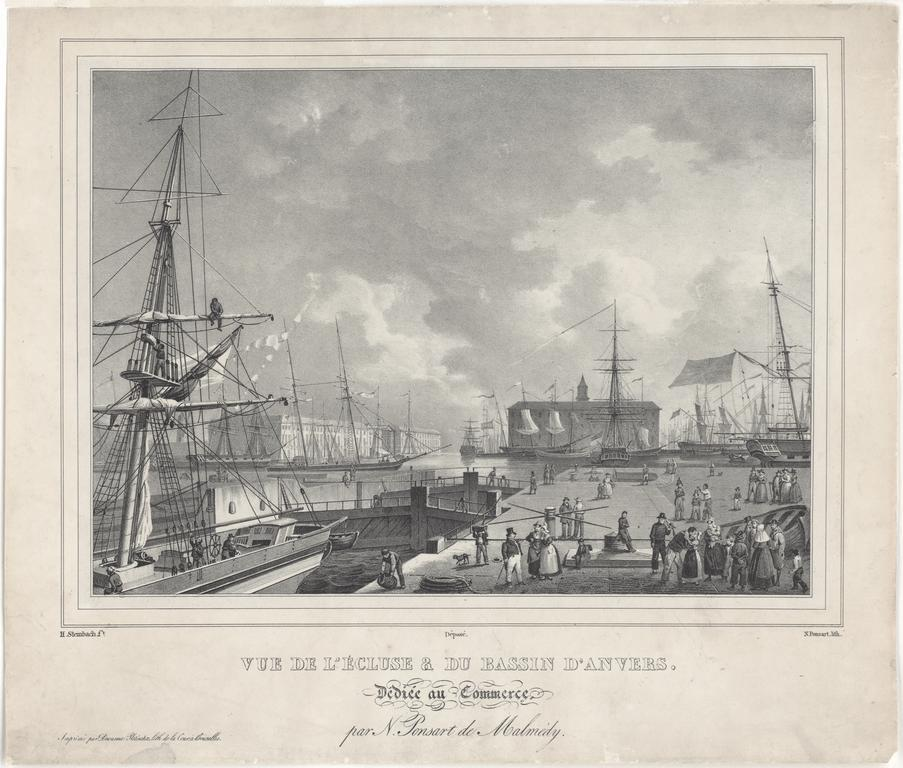
Ansicht der Schleuse und des Schiffsdocks von Antwerpen, im Hintergrund das Hansahaus, um 1827

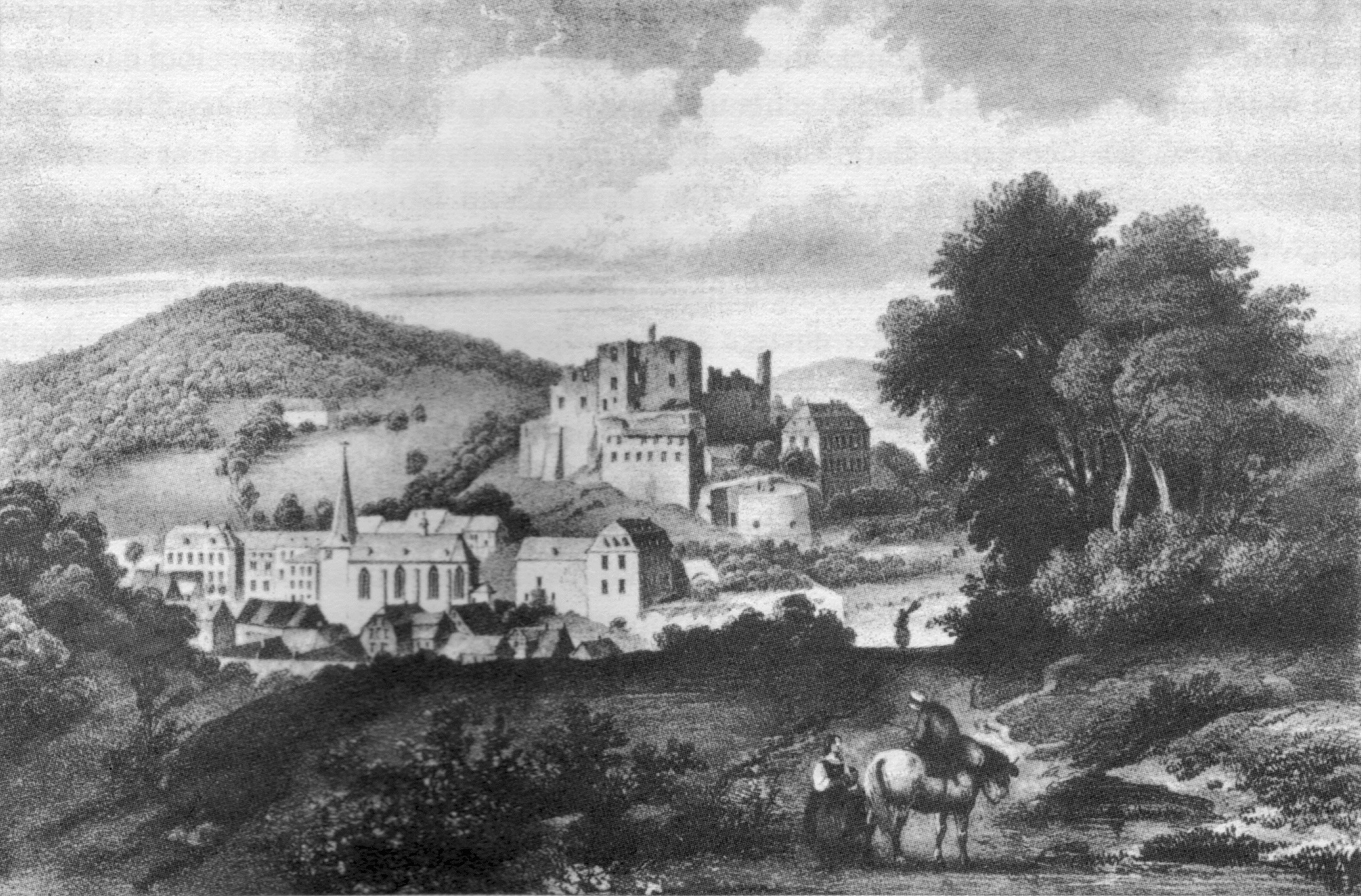
Ansicht von Burg und Ortschaft Blankenheim, um 1835

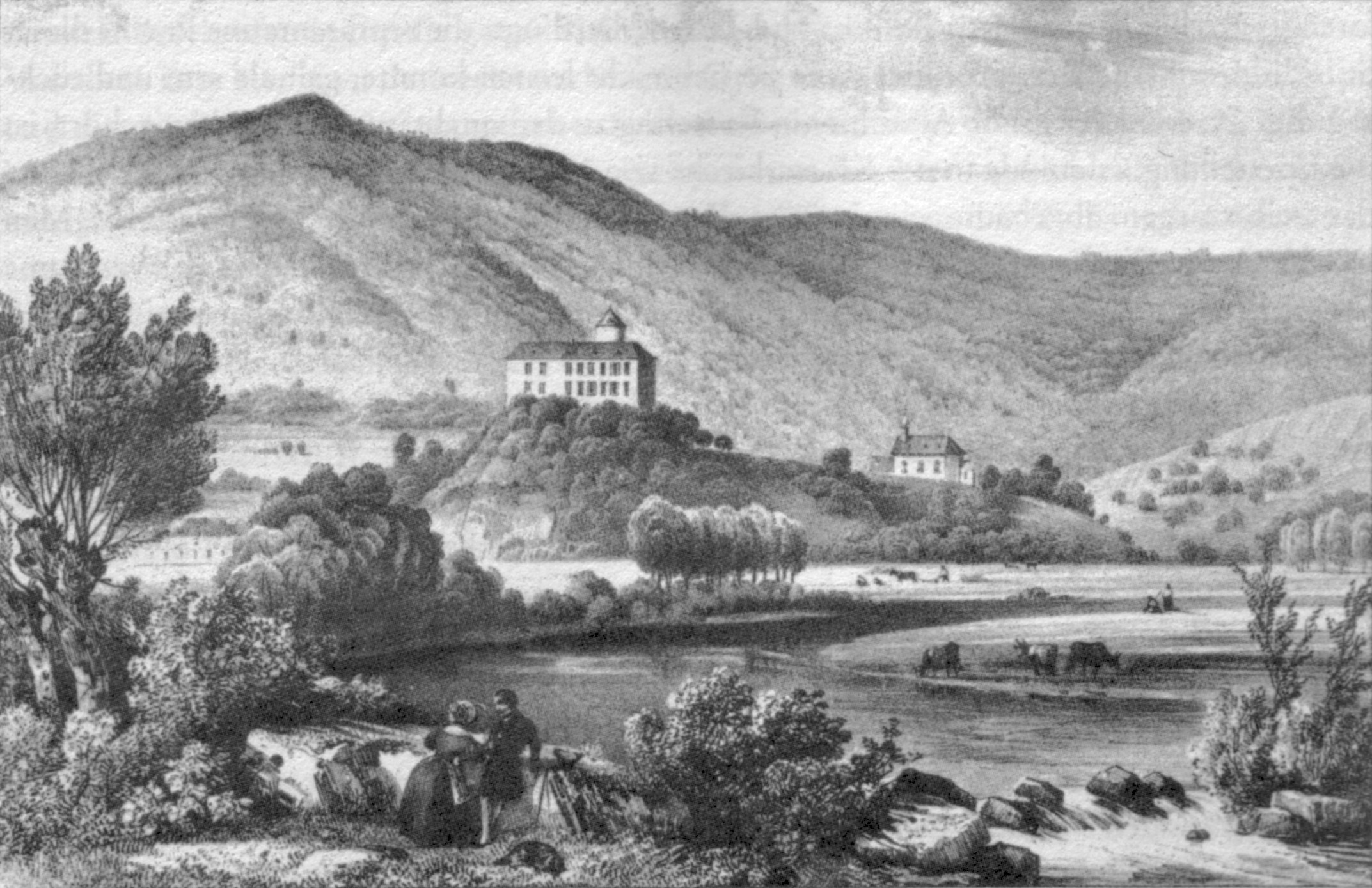
Ansicht der Burg Kreuzberg, um 1835

1807 wurde Ponsart von seinem Vater, dem Kaufmann Antoine Sigismond Lambert Ponsart, Sohn eines aus Lüttich gebürtigen Gerbers, und seiner Frau Marie Elisabeth Thérèse, geborene Hermann, nach Godesberg und auf die Sekundarschule in Bonn geschickt, damit der jüngste Sohn im Interesse des Handelshauses Ponsart Deutsch lerne. Anschließend schickte ihn der Vater in eine Lehre beim Pariser Handelshaus Dubourg & Périet. 1808 gelang es der Familie, ihren Sohn vom französischen Militärdienst freizukaufen. 1811 kehrte Ponsart nach Malmedy zurück, um in die väterliche Firma einzutreten. Bis 1816 diente er als preußischer Landwehroffizier, wobei er bei einem Gefecht einen Gehörschaden erlitt. 1817 heiratete er Hélène Françoise Faymonville, die bereits 1818 starb, ohne ihm ein Kind geboren zu haben.
Den erlernten Beruf in der Lederfabrikation gab Ponsart 1818 auf, um bis 1825 bei Peter Cornelius an der gerade neugegründeten Kunstakademie Düsseldorf Malerei zu studieren. Im Jahr 1825 erhielt Ponsart ein Engagement als Dekorationsmaler und Bühnenbildner am Theater in Aachen. Dann ging er über Antwerpen nach Brüssel, wo er den Maler Jean-Baptiste Madou kennenlernte, mit dem er 1828 und 1829 gemeinsam Lithografien herausgab. Kurz nach der Julirevolution von 1830 ging er nach Paris, wo er sich in der Rue des Petites Ecuries Nr. 21 einmietete und im Salon de Paris Zeichnungen der Maaslandschaft von Givet bis Lüttich ausstellte. 1835 zog er in die Rue de la ferme des Mathurins Nr. 45 um.
Ab den 1820er Jahren traten seine Illustrationen in Erscheinung. 1829 erschien in Brüssel als eine Sammlung von 24 lithografischen Ansichten sein Werk Nouvelle route de Liége à Aix-la-Chapelle et Spa par Chaufontaine (deutsch: Die neue Strecke von Lüttich nach Aachen und Spa über Chaudfontaine). Die Landschaftsszenen der späten 1830er Jahre gelten als der Höhepunkt seines Schaffens, das neben malerischer Wirkung auch topografische Genauigkeit anstrebte. In der Pariser Kunstanstalt Engelmann gab er 1831 die Lithografieserie Souvenirs de l’Eyfel et des Bords de l’Ahr dans La Prusse Rhénane (deutsch: Erinnerung an die Eifel und die Ufer der Ahr in Rheinpreußen) heraus. Es folgte die Publikation Souvenirs de la Prusse Rhénane (deutsch: Erinnerungen an Rheinpreußen), eine Lithografieserie über die fünf Regierungsbezirke der Rheinprovinz, gewidmet dem Kronprinzen Friedrich Wilhelm, der am Ponsart’schen Schaffen 1834 „recht lebhaft Antheil“ nahm und ihm eine „goldene Denkmünze“ verlieh. Die zeitgenössische Kritik nahm das Werk begeistert auf. 1838/1839 legte Ponsart die Veröffentlichung Vallee de l’Ahr, Prusse Rhénane (deutsch: Ahrtal, Rheinpreußen) vor. André Henri Constant van Hasselt schrieb dazu eine Einleitung. 1840 gab er unter dem Titel Itinéraire de la vallée de l’Ahr depui Rech jusqu’á Kreuzberg (deutsch: Wegbeschreibung des Ahrtals von Rech bis Kreuzberg) eine reich illustrierte Wanderkarte für das mittlere Ahrtal in deutscher und französischer Sprache heraus. Das Werk führte den Touristen entlang damals vorhandener Wanderwege zu den Sehenswürdigkeiten des Flusstals, das Ponsart – nicht ohne auf touristisch relevante Verkehrseinrichtungen wie Postkutschenroute und Ahrtalstraße hinzuweisen – im Abschnitt zwischen Rech und der Burg Kreuzberg durch eine mit plastischer Wirkung gezeichnete Übersichtskarte darstellte.
Nach einer kurzen Station bei seinem Malerfreund Madou in Brüssel, wo beide Lithografien herausgaben, zu denen Ponsart die Landschaften und Madou die Figuren beisteuerte, soll Ponsart 1842 erneut ins Studium gegangen sein, bei Eduard Wilhelm Pose (1812–1878) und bei Johann Wilhelm Schirmer (1807–1863). In dieser Zeit trat er noch kurz und ohne wirtschaftlichen Erfolg als Genremaler, hauptsächlich von Wirtshaus-Szenen, in Erscheinung. Die zweite Auflage seiner Lithografieserie über das Ahrtal erschien in späteren Jahren unter dem Titel Voyage pittoresque dans les deux Provinces de Bas-Rhin (deutsch: Malerische Reise in die beiden niederrheinischen Provinzen).
Trotz einigem Geschäftssinn, der sich bereits zu Beginn seines Schaffens in der Einladung zur Subskription seiner lithografischen Werke kundgetan hatte, gelangte Ponsart zeitlebens nicht zu Reichtum. Als Kunstlehrer der Oberschule von Malmedy beschloss er in den Jahren 1842 bis 1866 seine berufliche Laufbahn. Hin und wieder soll er sich in Malmedy neben der Malerei auch als Architekt betätigt haben. 1858 ernannte ihn die Belgische Gesellschaft der Aquarellisten zu ihrem Ehrenmitglied.